# Vicenç Capdevila i Cardona
Vicenç Capdevila i Cardona (l'Hospitalet de Llobregat, 28 d'octubre de 1936 - 21 de març de 2020) fou un advocat  i polític català. Fou alcalde de l'Hospitalet de Llobregat, diputat al Congrés dels Diputats i al Parlament de Catalunya.
Es llicencià en dret a la Universitat de Deusto l'any 1959. Fou vicepresident de l'Associació d'Antics Alumnes de Deusto i professor de dret administratiu a la Universitat de Barcelona de 1963 a 1973. Nomenat regidor pel terç corporatiu el febrer de 1964, actuà com a tinent d'alcalde de Cultura fins a 1971. Era ajudant de càtedra del tinent d'alcalde de l'Ajuntament de Barcelona Rafael Entrena Cuesta quan fou proposat per substituir José Matías de España Muntadas com a alcalde de l'Hospitalet de Llobregat, càrrec que ocupà d'abril de 1973 a maig del 1977.
Fou vicepresident de la Corporació Metropolitana de Barcelona i diputat provincial de 1973 a 1977. A les eleccions generals espanyoles de 1977 fou elegit diputat al Congrés per la circumscripció de Barcelona per la Unió de Centre Democràtic (UCD). De 1978 a 1980 ha estat director general d'administració Local i el 1980 vicepresident del comitè director per a assumptes locals i regionals del Consell d'Europa.
A les eleccions al Parlament de Catalunya de 1980 fou elegit diputat per Centristes de Catalunya-UCD. Entre 1980 i 1984 fou membre de la Comissió Mixta de Transferències entre l'Administració de l'Estat i la Generalitat de Catalunya, vicepresident executiu del Comitè Assessor per a l'Estudi de l'Organització de l'Administració de la Generalitat de Catalunya, Secretari de la Comissió d'Organització i Administració de la Generalitat i Govern Local i membre de la Diputació Permanent.
Posteriorment fou membre de l'Ateneu Barcelonès i de la Fundació Ulls del Món, així com subdirector general de la Compañía Española de Seguros y Reaseguros de Crédito y Caución de 1967 a 2002.